# Lidwien van de Ven
Lidwien van de Ven (* 1963 in Hulst) ist eine niederländische Fotografin und Videokünstlerin. Ihre fotografischen Arbeiten sind vorwiegend in Schwarzweiß gehalten, und nehmen Themen der durch Medien vermittelten Realitätswahrnehmung auf.

## Leben und Werk
Lidwien van de Ven wurde in Hulst in der niederländischen Provinz Zeeland geboren. 1985 begann sie im Alter von 22 Jahren als Fotografin zu arbeiten. Durch die Art ihrer Sujets – zum Beispiel Demonstrationen oder Menschen in Krieg und Katastrophe – ist ihre künstlerische Arbeit der Presse- und Reisefotografie nah. Ihre Fotos werden oft in Abzügen präsentiert, die durch Größe und Hängung an Werbeplakate erinnern. Seit 1995 arbeitet sie auch als Videokünstlerin.

„For me photography is not primarily a means of representation, but a medium that always obliges you to express yourself vis à vis the real world [...] I think that via the photographic image you end up exactly on the border between representation and reality; not just for me, but also in terms of how it intervenes in the social; in terms of how things are photographable; or on the contrary cannot be registered because of technical limitations; or because of a prohibition or because it just doesn’t allow itself to be represented.“

## Ausstellungen

### Einzelausstellungen (Auswahl)
- 2017: FRAGMENTS [of a desire for revolution], Van Abbemuseum, Eindhoven, NL
- 2017: Living On, University of Manitoba Art Gallery, Winnipeg, CA[3]
- 2013: The Sequel, document II, Noorderlicht, Groningen, NL
- 2011: Freedom, Lidwien van de Ven, Netwerk Aalst, BE[4]
- 2005: Lidwien van de Ven, Le Grand Café, centre d'art contemporain, Saint-Nazaire, FR[5]
- 2003: Lidwien van de Ven, Magasin - Centre National d’art Contemporain de Grenoble, Grenoble.[6]
- 2001: Lidwien van de Ven: Seule/la main qui efface/peut écrire,[7] gezeigt im Museum van Hedendaagse Kunst, Antwerpen.[8] und im Museum het Domein, Sittard.[9]
- 1997: Still (Untitled) Brandenburgische Kunstsammlungen Cottbus und Kunstverein Braunschweig.[10]
- 1993: Lidwien van de Ven, Künstlerhaus Bethanien, Berlin.[11]

### Teilnahme an Gruppenausstellungen (Auswahl)
- 2019: Mindful Circulations, Dr Bhau Daji Lad Mumbai City Museum, India[12]
- 2017: Power and other things, Europalia, Bozar, Brussels, BE
- 2016: Unsuspending Disbelief, Logan Center Gallery, Chicago, USA[13]
- 2016: What We Have Overlooked, Framer Framed, Amsterdam, NL[14]
- 2015: Onrust/Turmoil, Gemeentemuseum, Arnhem, NL
- 2014: Really Useful Knowledge, Museum Reina Sofia, Madrid, ES[15]
- 2014: Dolf Henkes Price 2014, TENT, Rotterdam, NL
- 2014: Blue Times, Kunsthalle Wien, Vienna, Austria
- 2014: How Far How Near, Stedelijk Museum Amsterdam, NL[16]
- 2013: Worum es hier in Zukunft gehen soll, Johann Jacobs Museum, Zürich, Swiss[17]
- 2012: Garden of Learning, Busan Biennale, Korea[18]
- 2012: STATUS, Fotomuseum Zürich, Swiss
- 2012: Politiek Kunstbezit, Van Abbemuseum, Eindhoven, NL
- 2012: How much Fascism?, WHW at BAK Utrecht, NL / Kunsthal Extra City Antwerp, BE[19]
- 2012: The City that doesn't exist, Ludwig Forum Aachen, DE
- 2011: Melanchotopia, Witte de With Art Center, Rotterdam, NL[20]
- 2010: Nether Land, Dutch Cultural Center, Shangai, China
- 2010: Esslingen Triennale, Villa Merkel, Esslingen, Germany
- 2009: Free as Air and Water, Cooper Union, New York, USA[21]
- 2009: Project Europe, Imagining the (Im)Possible, Harn Museum of Art, Gainesville, US[22]
- 2008: Be(com)ing Dutch, Van Abbemuseum, Eindhoven, NL[23]
- 2008: The Object Quality of the Problem: on the Space of Israel/Palestine, Henry Moore Institute, Leeds, UK[24]
- 2008: WieDuMir, Steierischen Herbst/Minoriten Galerie, Graz, Austria[25]
- 2008: The Art of Iconoclasm, curator Sven Lütticken, BAK, basis voor actuele kunst, Utrecht, NL[26]
- 2007: Collectiepresentatie XXI, MuHKA Museum voor Hedendaagse Kunst, Antwerpen.[27]
- 2007: documenta 12, Kassel. Gezeigt wurde die Arbeit document.[28]
- 2006: Choosing my Religion, Kunstmuseum Thun, Thun.[29]
- 2006: Saudades, gezeigt im Crac Alsace[30], Altkirch und im Museum het Domein, Sittard.[31]
- 2006: Biennale of Sydney 2006, Sydney.[32]
- 2006: Netherland Now: the Northern School, Maison Européene de la Photographie, Paris.[33]
- 2006: Geschichten, Geschichte, Fotomuseum Winterthur, Winterthur.[34]
- 2005: Be what you want but stay where you are. Witte de With, Rotterdam.[35]
- 2003: Lieux et non-lieux de l'actualité, VOX contemporary image, Montreal.[36]
- 1996: Zeitgenössische Fotokunst aus den Niederlanden, gezeigt im Neuen Berliner Kunstverein (NBK), im Badischen Kunstverein (Karlsruhe), und im Halleschen Kunstverein (Halle).[37]

## Auszeichnungen
- 2014: Dolf Henkes Award 2014
- 2001: Maria Austria Award
- 1990: Award Amsterdamse Raad voor Kunst
- 1989: Charlotte Köhler Award[38]